# فرودگاه ملی جزیره اسکیاتوس
فرودگاه ملی جزیره اسکیاتوس (به انگلیسی: Skiathos Island National Airport) یک فرودگاه همگانی مسافربری با کد یاتا JSI است که یک باند فرود آسفالت دارد و طول باند آن ۱۶۲۸ متر است. این فرودگاه در کشور یونان قرار دارد و در ارتفاع ۱۶ متری از سطح دریا واقع شده است.